# Diócesis de Bolzano-Bresanona
La diócesis de Bolzano-Bresanona (en latín: Dioecesis Bauzanensis-Brixinensis, en italiano: Diocesi di Bolzano-Bressanone y en alemán: Diözese Bozen-Brixen) es una circunscripción eclesiástica de la Iglesia católica en Italia. Se trata de una diócesis latina, sufragánea del arquidiócesis de Trento. Desde el 27 de julio de 2011 su obispo es Ivo Muser.

## Territorio y organización

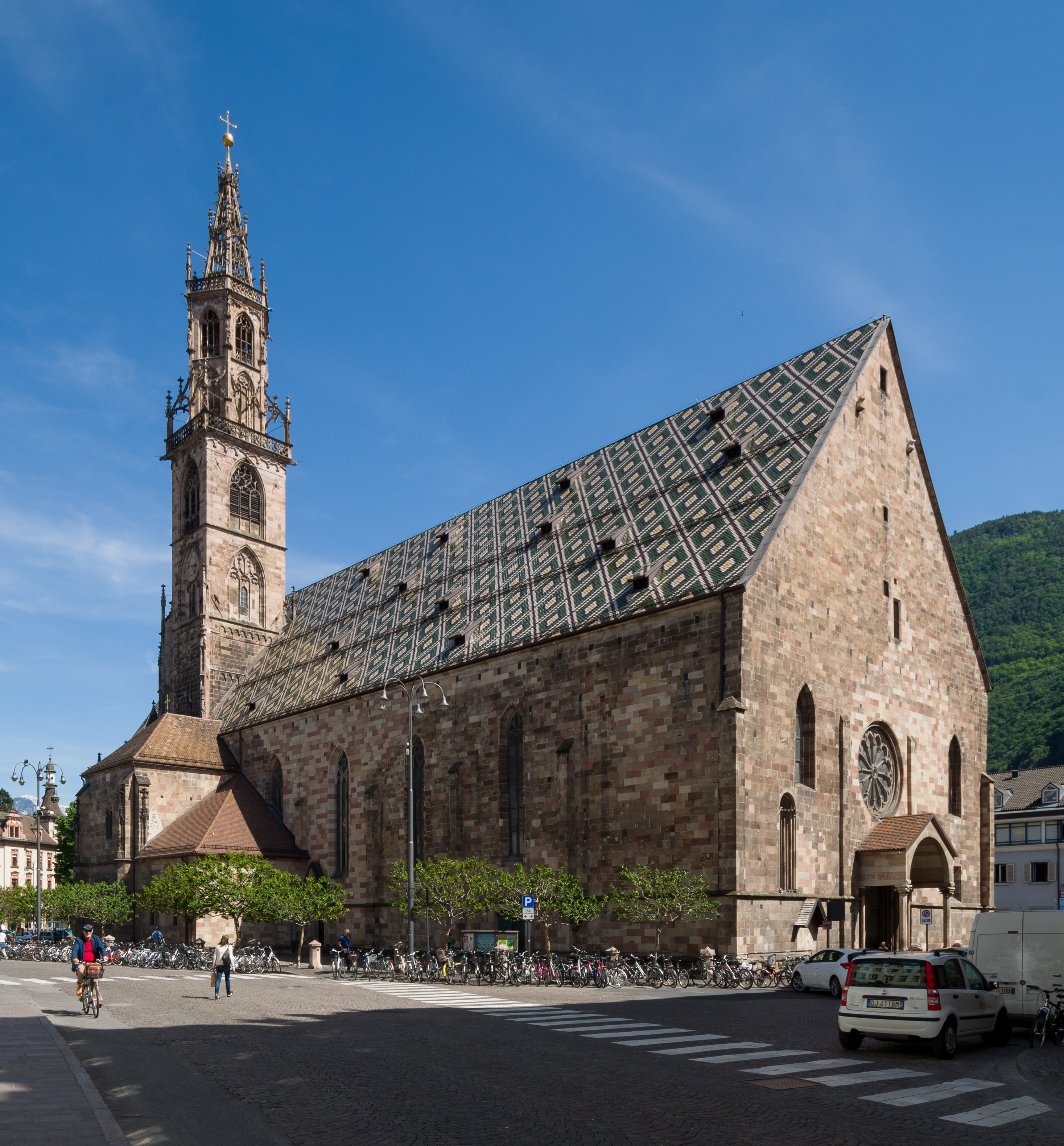
Concatedral de Santa María Asunta, en Bolzano

La diócesis tiene 7400 km² y extiende su jurisdicción sobre los fieles católicos de rito latino residentes en la provincia autónoma de Bolzano en la región de Trentino-Alto Adigio, comprendiendo 116 comunas.

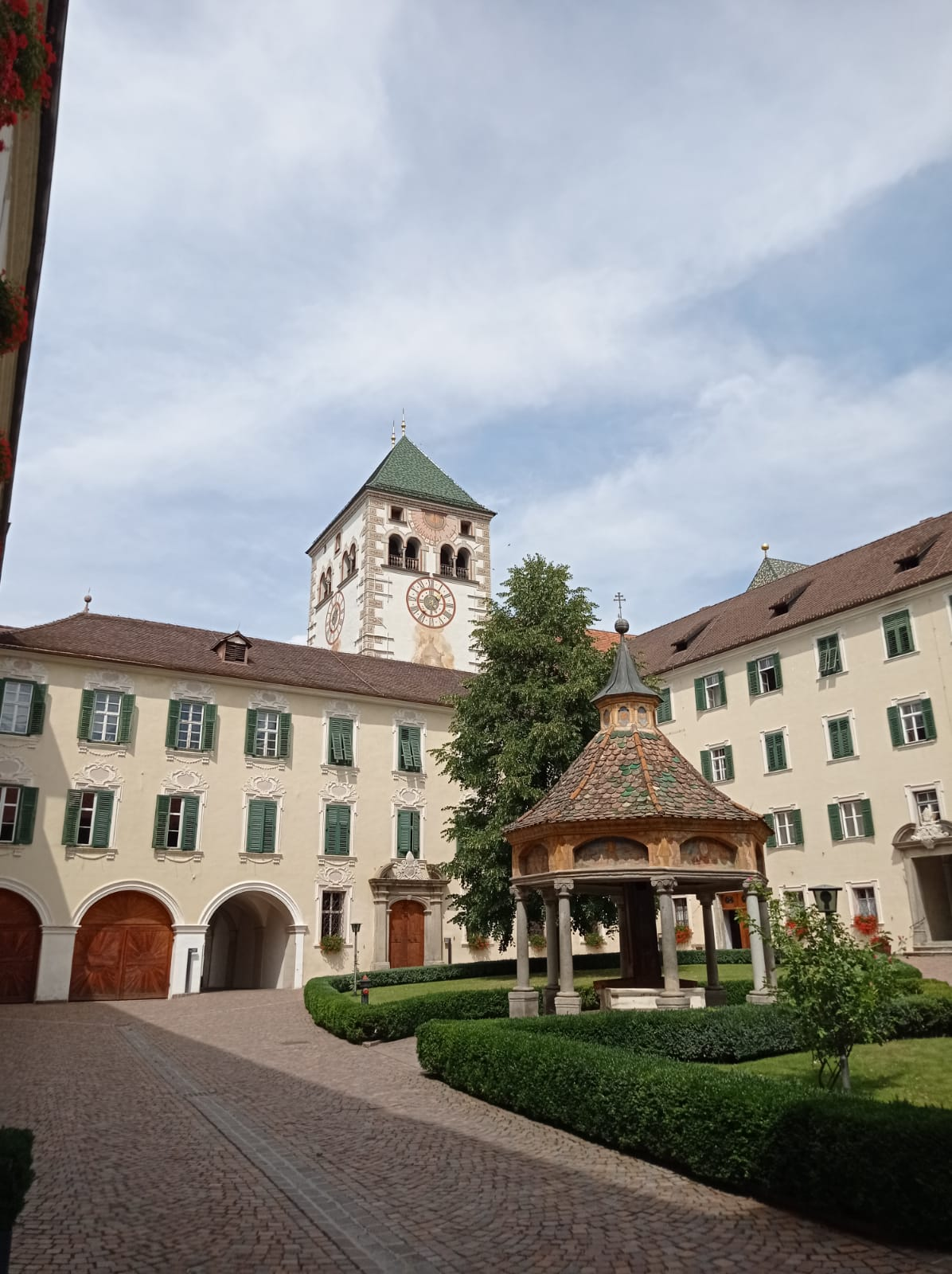
Basílica abadía de Novacella, en Varna

La sede de la diócesis se encuentra en la ciudad de Bolzano, en donde se halla la Concatedral de Santa María Asunta. En Bresanona se encuentra la Catedral de Santa María Asunta y San Casiano. A la diócesis también pertenecen tres basílicas menores: la abadía de Novacella, en Varna, la basílica de Santa María Asunta de la abadía de Monte María, en Malles Venosta, y el santuario de la Virgen de Pietralba, en Nova Ponente.

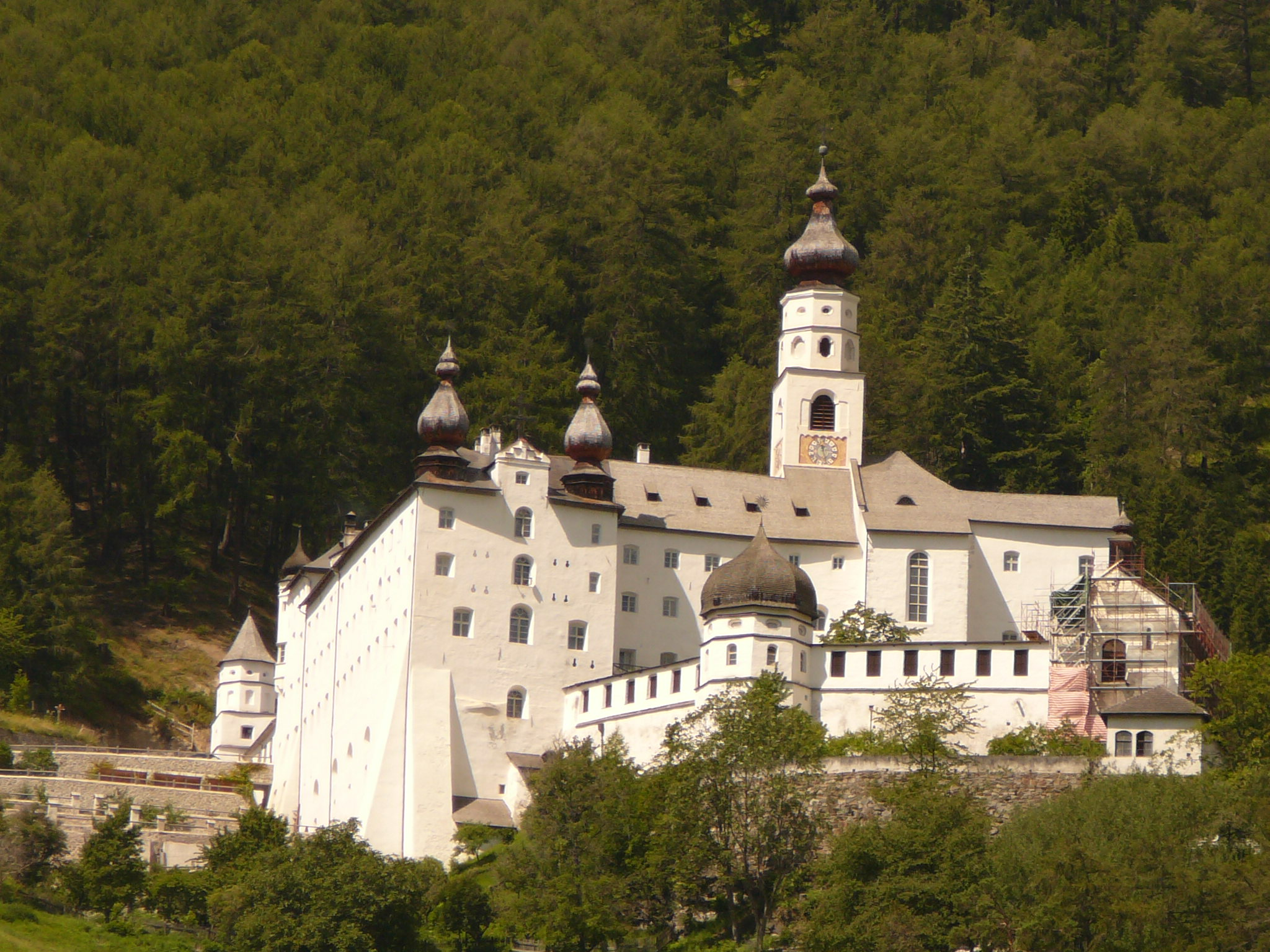
Basílica de Santa María Asunta de la abadía de Monte María, en Malles Venosta

En 2022 en la diócesis existían 281 parroquias agrupadas en 20 decanatos.

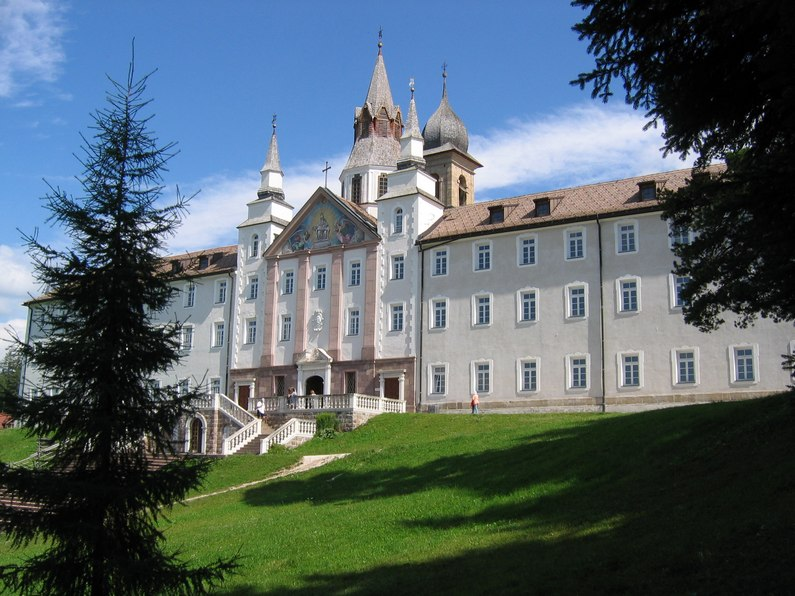
Basílica santuario de la Virgen de Pietralba, en Nova Ponente

## Historia

### Edad Media
La diócesis de Bresanona (en alemán: Brixen) es la continuación de la diócesis de Sabiona. Según la leyenda, fue fundada por san Casiano quien a principios del siglo III logró difundir el cristianismo en Sabiona (en alemán: Säben), en aquel entonces situada a lo largo de la Vía Claudia Augusta, uno de los nudos de transporte fundamentales del Imperio romano.
El primer obispo de Sabiona recordado por la historia, que aparece como sufragáneo del patriarcado de Aquilea, es san Ingenuino, mencionado en primer lugar, como obispo de toda la Recia II, entre los obispos adherentes al Cisma Tricapitolino que participaron en el sínodo de Grado circa 572 o 579 y luego presente según Pablo el Diácono circa 590 en el sínodo de Marano. Según Pablo el Diácono, en aquellos años, junto a Agnellus, obispo de Trento, obtuvo el rescate de los prisioneros capturados por los francos durante uno de sus intentos de conquistar parte del territorio del actual Alto Adigio. A partir del año 798 la diócesis, gobernada por el obispo Alim, fue declarada sufragánea de Salzburgo por el papa León III como parte integrante de la provincia Baiovuariorum. Los grupos de poblaciones que avanzaron hacia el actual territorio de la diócesis de Bresanona durante las migraciones de la Alta Edad Media, especialmente los bávaros y los lombardos, acordaron adherirse al cristianismo. Sólo las poblaciones eslavas del valle de Pusteria persistieron en el paganismo hasta el siglo VIII. En la segunda mitad del siglo X, el obispo Ricardo o obispo san Albuino I (967-1005) trasladó la sede de la diócesis de Sabiona a Bresanona.
El obispo Arduico (1020-39) elevó Bresanona al rango de ciudad y la rodeó de fortificaciones. La diócesis se fue ampliando a través de sucesivas ampliaciones realizadas por los emperadores: el Norital por Conrado II en 1027, el Valle de Pusteria por Enrique IV en 1091. En 1179 Federico I Barbarroja concedió al obispo el título de príncipe del Sacro Imperio Romano Germánico. Se trató de una concesión en reconocimiento del hecho de que, durante las disputas entre el Imperio y el papado, los obispos de Bresanona generalmente se habían puesto del lado del emperador. Especialmente significativo es el caso de Altwin, durante cuyo largo episcopado (1049-1091) se celebró un sínodo en Bresanona en 1080, donde treinta obispos, poniéndose del lado del emperador, declararon depuesto al papa Gregorio VII y elevaron al obispo de Ravena a antipapa, con el nombre de Clemente III.
El poder temporal de la diócesis fue socavado por los propios obispos, quienes pusieron grandes extensiones de la diócesis en manos de señores feudales locales: por ejemplo, en el siglo XI, el condado de los valles de Engadina e Isarco (concedido a los condes del Tirol), y en 1165 el territorio de los valles de Inntal y Pusteria fueron concedidos a los duques de Andechs-Meranien. Los condes del Tirol, en particular, que habían cedido gran parte de sus posesiones a los duques de Andechs-Meranien, aumentaron constantemente su poder. El obispo Bruno von Kirchberg (1249-1288) tuvo considerables dificultades para afirmar su autoridad sobre esta parte del territorio frente a las reivindicaciones del conde Meinhard II de Goricia-Tirol. Por este motivo Federico I de Habsburgo concedió mayor poder a los obispos de Bresanona. El desacuerdo con el cardenal Nicolás de Cusa (1450-1464), elegido obispo de Bresanona por el papa Nicolás V, y Segismundo de Austria tuvo consecuencias desfavorables: el cardenal fue encarcelado y el papa puso un entredicho sobre la diócesis, pero Segismundo emergió como el vencedor del enfrentamiento.

### La Reforma y el protectorado austríaco
La Reforma protestante fue proclamada en Bresanona durante el episcopado de Christoph von Schrofenstein (1509-1521) por emisarios alemanes, como Strauss, Urbano Regius y otros. En 1525, bajo el obispo Giorgio d'Austria (1525-1539), estalló la guerra de los campesinos alemanes y muchos monasterios e iglesias resultaron dañados. La promesa del rey Fernando I, gobernante del Tirol, de restablecer la tranquilidad en Bresanona reprimiendo la revuelta, y la dieta proclamada en Innsbruck, se cumplieron y los campesinos se vieron obligados a aceptar las nuevas regulaciones establecidas. Sin embargo, en 1532 esta promesa no se cumplió, pero esto no cambió la tranquilidad de los acontecimientos.
Fernando I y su hijo, el archiduque Fernando II, en particular, como gobernantes civiles, tomaron serias medidas contra las nuevas corrientes heréticas, encabezadas por los anabaptistas, que estaban difundiendo su culto en Austria. Esto se hizo para preservar la integridad religiosa de la católica Austria y del igualmente católico Tirol. Durante este período la educación estuvo a cargo de los jesuitas, capuchinos, franciscanos y sirvientes. Cardenales notables de este período fueron: Andrea de Austria (1591-1600) y Christoph Andreas von Spaur (1601-1613), quien en 1607 fundó un seminario teológico, ampliando también la escuela catedralicia y distinguiéndose como benefactor de los pobres y necesitados.

### Fin del principado episcopal
Los siglos XVIII y XIX vieron un notable resurgimiento en la vida religiosa de la diócesis. Se fundaron muchos monasterios, se establecieron nuevas misiones para el cuidado de las almas y se promovió la educación religiosa entre el pueblo. En 1677 se fundó la Universidad de Innsbruck. Los obispos más notables de este período fueron: Kaspar Ignaz von Künigl (1703-1747), quien fundó muchos beneficios para el cuidado de las almas, realizó visitas pastorales en la región, mantuvo una estricta disciplina y pureza en su clero, introdujo misiones dirigidas por los jesuitas, etc.; Leopold von Spaur (1748-78), que reconstruyó el seminario, completó y consagró la catedral, ganándose la gran estima de la emperatriz María Teresa; Joseph Philipp von Spaur (1780-1791), fue un ferviente partidario de la educación y se adhirió, en política, al josefinismo proclamado por el emperador. El gobierno del emperador José tomó un gran interés por los asuntos eclesiásticos; se suprimieron una veintena de monasterios y diócesis, pero se abrió un seminario en Innsbruck y se prohibieron las peregrinaciones y las procesiones.
Al igual que el principado de Trento, también Bresanona tuvo que luchar durante el siglo XVIII contra una fuerte interferencia austriaca impulsada por las políticas anexionistas de Teresa y José. A diferencia de los príncipes-obispos de Trento, Leopold von Spaur defendió firmemente la independencia del estado y su integridad territorial, desafiando la voluntad de Viena. Nuevamente en 1774, para demostrar su libre soberanía, ejerció el uso del judicium sanguinis, ejecutando una pena capital y emitió decretos en materia monetaria y aduanera para fomentar la economía, además de adoptar nuevas patentes para conceder cartas de nobleza y amnistía, seguido por su capítulo que, desafiando la voluntad de los Habsburgo, aprobó incluso la emisión de sus propios táleros.
En el colegio de príncipes de 1801, el Estado tenía el 39º voto. La soberanía, representada también por su propia Casa de la Moneda, se mantuvo intacta hasta la secularización de 1803, a pesar de estar colocada bajo el protectorado de los Habsburgo desde el siglo XVI. El principado, ampliado mediante donaciones y compras, era un estado polimérico dividido en varias partes: el distrito de Bresanona, que se extendía en la margen izquierda del río Isarco desde Fortezza hasta Chiusa, centro aduanero del principado, en la confluencia del Rienza, incluía Albes y Salern. Los otros enclaves eran: los bailíazos de Luson, San Martino in Badia y Torre Gardena, Vandoies y Val di Fundres, Brunico y Val di Tures, Anterselva, Tires en Val di Fassa con Canazei y Livinallongo, Braies y Val Fosco, pequeñas porciones cerca de Campo Tures y Croda Rossa, dos partes a lo largo del Drava sobre Lienz (Assling, Tristach) y finalmente el vasto feudo de Bistritz en el valle superior del río Dolinka al norte del monte Tricorno en Carniola (Eslovenia).
Fue durante el episcopado de Franz Karl von Lodron (1792-1828) cuando terminó el poder temporal del obispado. En 1803 el principado fue secularizado y anexado a Austria, y el capítulo catedralicio fue disuelto. El corto período de la regencia de Baviera estuvo marcado por un profundo despotismo contra la Iglesia. La restauración de la supremacía austriaca en 1814 mejoró enormemente las condiciones de la diócesis.
En el siglo comprendido entre la Restauración y el final de la Primera Guerra Mundial, el territorio de la diócesis fue nuevamente delimitado: comprendía el actual Vorarlberg, el Tirol del Norte y del Este y los valles de Isarco, Venosta, Pusteria, Badia, Gardena y Ampezzo.

### SiglosXX-XXI
En 1921, tras la anexión de Tirol del Sur a Italia después de la Primera Guerra Mundial, la diócesis cedió la porción de su territorio que había quedado situada más allá de la frontera en favor de la erección de la administración apostólica de Innsbruck-Feldkirch (hoy diócesis de Innsbruck).
El 25 de abril de 1921, la diócesis de Bresanona fue separada de la provincia eclesiástica de la arquidiócesis de Salzburgo y quedó inmediatamente sujeta a la Santa Sede.
El 6 de julio de 1964, mediante la constitución apostólica Quo aptius christiani del papa Pablo VI, las partes del Tirol del Sur de la arquidiócesis de Trento fueron agregadas a la diócesis de Bresanona, que tomó el nombre de Bolzano-Bressanone. La curia y la sede episcopal se trasladaron a Bolzano, mientras que la catedral y el seminario mayor permanecieron en Bresanona. La Catedral de Bolzano se convirtió en la concatedral de la diócesis. Con la misma bula papal, las partes de la diócesis de Bresanona en la provincia de Belluno (Colle Santa Lucia, Livinallongo del Col di Lana y Cortina d'Ampezzo) fueron agregadas a la diócesis de Belluno. El obispo auxiliar de Trento, Heinrich Forer, pasó a ser obispo auxiliar de Bolzano-Bresanona. Los seminaristas y profesores del Tirol del Sur procedentes de Trento se trasladaron a Bresanona. El 6 de agosto la sede episcopal de Bolzano-Bresanona pasó a ser sufragánea de la arquidiócesis de Trento en virtud de la constitución apostólica Tridentinae Ecclesiae del mismo Pablo VI.
En 1965, el obispo Joseph Gargitter decidió fundar el periódico diocesano Il Segno.
Entre 1964 y 2024 se han documentado al menos 67 casos de abusos sexuales (59 contra menores) por parte de 29 sacerdotes de la diócesis. En enero de 2024 el obispo Ivo Muser pidió perdón por los hechos y asumió su responsabilidad «por las omisiones» durante su episcopado. Al mismo tiempo, la diócesis comunicó la implementación de lo que el obispo Muser denominó «medidas concretas» para prevenir el abuso sexual dentro de la Iglesia en Tirol del Sur.

## Estadísticas
Según el Anuario Pontificio 2023 la diócesis tenía a fines de 2022 un total de 511 018 fieles bautizados.
| Año                                                                             | Población            | Población | Población      | Sacerdotes | Sacerdotes    | Sacerdotes    | Bautizados por sacerdote | Diáconos permanentes | Religiosos | Religiosos | Parroquias |
| Año                                                                             | Bautizados católicos | Total     | % de católicos | Total      | Clero secular | Clero regular | Bautizados por sacerdote | Diáconos permanentes | Varones    | Mujeres    | Parroquias |
| ------------------------------------------------------------------------------- | -------------------- | --------- | -------------- | ---------- | ------------- | ------------- | ------------------------ | -------------------- | ---------- | ---------- | ---------- |
| Diócesis de Bresanona                                                           |                      |           |                |            |               |               |                          |                      |            |            |            |
| 1950                                                                            | 100 039              | 199 905   | 50.0           | 342        | 233           | 109           | 292                      |                      | 178        | 541        | 137        |
| 1959                                                                            | 105 592              | 105 728   | 99.9           | 390        | 250           | 140           | 270                      |                      | 222        | 512        | 137        |
| Diócesis de Bolzano-Bresanona                                                   |                      |           |                |            |               |               |                          |                      |            |            |            |
| 1970                                                                            | 404 081              | 407 693   | 99.1           | 937        | 590           | 347           | 431                      |                      | 475        | 1519       | 252        |
| 1980                                                                            | 428 000              | 431 078   | 99.3           | 795        | 491           | 304           | 538                      |                      | 407        | 1217       | 327        |
| 1990                                                                            | 434 000              | 438 000   | 99.1           | 680        | 426           | 254           | 638                      | 1                    | 328        | 1003       | 280        |
| 1999                                                                            | 446 300              | 459 069   | 97.2           | 599        | 372           | 227           | 745                      | 5                    | 306        | 792        | 280        |
| 2000                                                                            | 448 512              | 459 687   | 97.6           | 586        | 365           | 221           | 765                      | 5                    | 289        | 775        | 280        |
| 2001                                                                            | 457 898              | 464 601   | 98.6           | 578        | 361           | 217           | 792                      | 7                    | 299        | 749        | 280        |
| 2002                                                                            | 459 833              | 466 600   | 98.5           | 565        | 349           | 216           | 813                      | 11                   | 289        | 721        | 280        |
| 2003                                                                            | 458 675              | 466 482   | 98.3           | 624        | 348           | 276           | 735                      | 11                   | 336        | 680        | 280        |
| 2004                                                                            | 461 184              | 470 055   | 98.1           | 550        | 342           | 208           | 838                      | 11                   | 267        | 668        | 280        |
| 2006                                                                            | 465 365              | 479 758   | 97.0           | 543        | 339           | 204           | 857                      | 13                   | 251        | 627        | 280        |
| 2012                                                                            | 485 354              | 503 747   | 96.3           | 486        | 294           | 192           | 998                      | 21                   | 229        | 514        | 281        |
| 2015                                                                            | 491 900              | 512 100   | 96.1           | 455        | 271           | 184           | 1081                     | 24                   | 226        | 468        | 281        |
| 2018                                                                            | 501 619              | 525 092   | 95.5           | 413        | 239           | 174           | 1214                     | 29                   | 221        | 402        | 281        |
| 2020                                                                            | 506 186              | 531 341   | 95.3           | 394        | 229           | 165           | 1284                     | 29                   | 204        | 356        | 281        |
| 2022                                                                            | 511 018              | 534 912   | 95.5           | 363        | 204           | 159           | 1407                     | 30                   | 187        | 298        | 281        |
| Fuente: Catholic-Hierarchy, que a su vez toma los datos del Anuario Pontificio. |                      |           |                |            |               |               |                          |                      |            |            |            |

## Episcopologio

### Obispos de Sabiona
- Cassiano de Imola? † (?-365)
- Lucano de Sabiona? † (424-?)
- Maternino? †
- San Ingenuino † (antes de 579-circa 605 falleció)
- Costantino o Costanzo? †
- Procopio o Preconio † (?-645)
- Urso? †
- Pigenzio? †
- Proietto †
- Maternino? †
- Marcello? †
- Valeriano? †
- Agnello? †
- Aureliano? †
- Antonio I? †
- Lorenzo? †
- Mastulo? †
- Giovanni I? †
- Alim † (antes de 770-circa 802 falleció)
- Enrico I † (antes de 816-circa 828 falleció)
- Aribo † (828-circa 842 falleció)
- Wilfundo † (842-845)
- Lanfredo † (845-circa 875 falleció)
- Zerito †[nota 1]
- Zaccaria † (antes de diciembre de 892-28 de junio de 907 falleció)
- Meginberto † (?-circa 926 falleció)
- Nitardo † (antes de 932-circa 935/938 falleció)
- Visundo o Visunperto † (circa 938-circa 956 falleció)
- Ricberto † (antes de 967-circa 976 falleció)
- San Albuino † (circa 976-circa 992/993 trasladó su sede a Bresanona)

### Obispos de Bresanona
- San Albuino † (circa 992/993-5 de febrero de 1006 falleció)
- Adalberone † (1006-1017 falleció)
- Heriward † (1017-1022 falleció)
- Beato Arduico (Hartwig von Hainfels) † (1022-31 de enero de 1039 falleció)
- Poppone † (1039-17 de julio de 1048 electo papa con el nombre de Dámaso II)
- Altwin † (1049-1091 depuesto)
- Burcardo † (1091-1099)
  - Antone † (1097-1100) (antiobispo)
- Ugo † (circa 1100-1125 depuesto)
- Reginberto, O.S.B. † (agosto de 1125-12 de septiembre de 1140 falleció)
- Beato Artmanno † (1140-23 de diciembre de 1164 falleció)
- Ottone VI di Andechs † (1165-circa enero de 1170 renunció)
- Heinrich von Fügen † (1170-7 de enero de 1174 falleció)
- Richer von Hohenburg † (1174-1 de febrero de 1178 renunció)
- Heinrich von Berchtesgaden † (19 de agosto de 1178 consagrado-19 de julio de 1196 falleció)
- Eberhard von Regensberg † (1196[nota 2]-20 de abril de 1200 nombrado arzobispo de Salzburgo)
- Konrad von Rodank † (1200-14 de octubre de 1217 falleció)
- Bertold von Neifen † (antes de diciembre de 1217-17 de julio de 1224 falleció)
- Heinrich von Taufers † (1224-18 de noviembre de 1239 falleció)
- Egnone di Appiano † (antes del 20 de mayo de 1240-8 de noviembre de 1250 nombrado obispo de Trento)
- Bruno von Kirchberg † (8 de noviembre de 1250-24 de agosto de 1288 falleció)
- Heinrich von Trevejach † (3 de diciembre de 1290-después del 14 de enero de 1295 falleció)
- Landolfo di Milán † (30 de septiembre de 1295-antes del 26 de marzo de 1301 falleció)
- Konrad, O.Cist.? † (antes del 22 de septiembre de 1301-?)
- Arnold † (mencionado en 1302)
- Johann Sax † (circa 1303-26 de abril de 1306 falleció)
- Johann von Schlackenwert † (1306-16 de junio de 1322 nombrado obispo de Bamberg)
  - Ulrich von Schlüsselburg † (16 de junio de 1322-1322 falleció) (obispo electo)
- Konrad von Klingenberg † (1 de octubre de 1322-5 de julio de 1324 nombrado obispo de Frisinga)
- Albert von Enn † (5 de julio de 1324-1 de noviembre de 1336 falleció)
- Matthäus Andergassen † (20 de noviembre de 1336-27 de octubre de 1363 falleció)
  - Lamprecht von Brunn, O.S.B. † (27 de enero de 1364-14 de febrero de 1364 nombrado obispo de Espira) (obispo electo)
- Johann Ribi von Lenzburg † (14 de febrero de 1364-6 de agosto de 1374 falleció)
- Friedrich von Erdingen † (2 de abril de 1376-1396 renunció)
- Ulrico di Vienna † (17 de marzo de 1396-5 de mayo de 1417 falleció)
- Sebastian Stämpfel † (25 de julio de 1417-12 de abril de 1418 falleció)
- Berthold von Bückelsburg † (11 de julio de 1418-12 de septiembre de 1427 falleció)
- Ulrich Putsch † (29 de enero de 1428-29 de agosto de 1437 falleció)
- Georg von Stubai † (7 de septiembre de 1437-17 de diciembre de 1443 falleció)
- Johann Röttel † (4 de enero de 1444-28 de enero de 1450 falleció)
- Nicola Cusano † (23 de marzo de 1450-12 de agosto de 1464 falleció)
- Francesco Gonzaga † (12 de agosto de 1464-20 de agosto de 1466 nombrado obispo de Mantua)
- Leo von Spaur † (9 de agosto de 1469-16 de diciembre de 1471 nombrado obispo de Viena)
- Georg Golser † (16 de diciembre de 1471-20 de junio de 1489 falleció)
- Melchior von Meckau † (20 de junio de 1489 por sucesión-3 de marzo de 1509 falleció)
- Christoph von Schrofenstein † (3 de marzo de 1509 por sucesión-29 de marzo de 1521 falleció)
- Sebastian Sprenz † (1 de julio de 1521-3 de octubre de 1525 falleció)
- Giorgio d'Austria † (9 de abril de 1526-29 de noviembre de 1538 nombrado arzobispo de Valencia)
- Bernardo Clesio † (21 de mayo de 1539-30 de julio de 1539 falleció)[nota 3]
- Christoph Fuchs von Fuchsberg † (29 de octubre de 1539-9 de diciembre de 1542 falleció)
- Cristoforo Madruzzo † (11 de diciembre de 1542-5 de julio de 1578 falleció)[nota 4]
- Johann Thomas von Spaur † (5 de julio de 1578 por sucesión-25 de febrero de 1591 falleció)
- Andrea d'Austria † (25 de febrero de 1591 por sucesión-12 de noviembre de 1600 falleció)[nota 5]
- Christoph Andreas von Spaur † (14 de marzo de 1601-10 de enero de 1613 falleció)
- Carlo d'Austria † (2 de junio de 1614-28 de diciembre de 1624 falleció)[nota 6]
- Hieronymus Otto Agricola † (2 de mayo de 1625-6 de marzo de 1627 falleció)
- Daniel Zen † (5 de julio de 1627-24 de septiembre de 1628 falleció)
- Wilhelm von Welsberg † (28 de mayo de 1629-27 de marzo de 1641 falleció)
- Johann Platzgummer † (16 de diciembre de 1641-12 de mayo de 1647 falleció)
- Anton Crosini von Bonporto † (30 de marzo de 1648-14 de marzo de 1663 falleció)
- Sigismondo Alfonso Thun † (10 de diciembre de 1663-2 de febrero de 1677 falleció)
- Paulinus Mayr † (5 de septiembre de 1678-29 de septiembre de 1685 falleció)
- Johann Franz von Khuen zu Liechtenberg † (12 de mayo de 1687-3 de abril de 1702 falleció)
- Kaspar Ignaz von Künigl zu Ehrenburg † (14 de mayo de 1703-24 de julio de 1747 falleció)
- Leopold Maria Joseph von Spaur † (19 de febrero de 1748-31 de diciembre de 1778 falleció)
- Ignaz Franz Stanislaus von Spaur † (31 de diciembre de 1778 por sucesión-2 de marzo de 1779 falleció)
- Joseph Philipp Franz von Spaur † (20 de marzo de 1780-26 de mayo de 1791 falleció)
- Karl Franz von Lodron † (27 de febrero de 1792-10 de agosto de 1828 falleció)
- Bernhard Galura † (28 de septiembre de 1829-17 de mayo de 1856 falleció)
- Vinzenz Gasser † (15 de diciembre de 1856-6 de abril de 1879 falleció)
- Johannes von Leiss † (27 de febrero de 1880-23 de abril de 1884 falleció)
- Simon Aichner † (10 de noviembre de 1884-28 de junio de 1904 renunció[nota 7])
- Josef Altenweisel † (2 de julio de 1904-25 de junio de 1912 falleció)
- Franz Egger † (6 de noviembre de 1912-17 de mayo de 1918 falleció)
  - Sede vacante (1918-1921)
- Johannes Raffl † (28 de abril de 1921-15 de julio de 1927 falleció)
  - Sede vacante (1927-1930)[nota 8]
- Johannes Baptist Geisler † (2 de abril de 1930-5 de abril de 1952 renunció[nota 9])
- Joseph Gargitter † (26 de abril de 1952-1 de septiembre de 1964 nombrado obispo de Bolzano-Bresanona)

### Obispos de Bolzano-Bresanona
- Joseph Gargitter † (1 de septiembre de 1964-29 de julio de 1986 renunció)
- Wilhelm Emil Egger, O.F.M.Cap. † (29 de julio de 1986-16 de agosto de 2008 falleció)
- Karl Golser † (5 de diciembre de 2008-27 de julio de 2011 renunció)
- Ivo Muser, desde el 27 de julio de 2011